# Matt Freije
Matthew Wayne Freije, detto Matt (Overland Park, 2 ottobre 1981), è un ex cestista statunitense naturalizzato libanese, professionista nella NBA, in Europa, Asia e Sudamerica.

## Carriera
È stato selezionato dai Miami Heat al secondo giro del Draft NBA 2004 (53ª scelta assoluta).
Con il Libano ha disputato i Campionati asiatici del 2009 e i Campionati mondiali del 2010.